# (8646) 1988 TB1
1988 تي بي 1 (ويعرف أيضًا باسم (8646) 1988 تي بي 1 وفق تسمية الكوكب الصغير) (بالإنجليزية: 1988 TB1)‏ هو كويكب ضمن حزام الكويكبات؛ وترتيبه 8646 من حيث الاكتشاف.
اكتُشف هذا الجُرم الفلكي بواسطة هيروشي كانيدا في 13 أكتوبر 1988.

## وصلات خارجية
- (8646) 1988 TB1 في قاعدة بيانات مختبر الدفع النفاث لأجرام النظام الشمسي الصغيرة

- الاكتشاف · مخطط المدار ·  العناصر المدارية · المعلمات المادية

- (8646) 1988 TB1 على موقع ويكي سكاي: DSS2, SDSS, GALEX, IRAS, Hydrogen α, X-Ray, Astrophoto, Sky Map, Articles and images